# Plans de Costa
Els Plans de Costa són uns plans de muntanya del terme municipal de Tremp, dins de l'antic terme de Fígols de Tremp, al Pallars Jussà.
Estan situats en el sector més occidental del terme municipal, a tocar del Pont de Montanyana. Són al nord de la carretera C-1311, entre els punts quilomètrics 1 i 2, al sud-oest de les Planelles de Prullans, a la dreta del barranc de Prullans.